# Diana Davis
Diana Sergeevna Davis (russisch Диана Сергеевна Дэвис; * 16. Januar 2003 in Las Vegas, Nevada) ist eine in den Vereinigten Staaten geborene russische Eistänzerin. Seit der Saison 2023/24 startet sie für Georgien.

## Leben
Davis ist das einzige Kind der russischen Eiskunstlauftrainerin Eteri Tutberidse. Sie besitzt sowohl die russische als auch die amerikanische Staatsbürgerschaft und zog mit ihrer Mutter zurück nach Russland, als sie drei Jahre alt war; dort wuchs sie in Moskau auf.
Als Kleinkind wurde bei Davis ein sensorineuraler Hörverlust dritten Grades diagnostiziert, der durch falsch verschriebene Antibiotika verursacht wurde. Als Folge der Krankheit hat sie eine unterentwickelte Koordination und verlässt sich teilweise auf das Lippenlesen, um zu kommunizieren. Ihre Fähigkeit Musik zu hören ist dadurch nicht beeinträchtigt.
Seit 2022 ist sie mit ihrem Eistanzpartner Gleb Smolkin verheiratet.

## Karriere
Davis’ Mutter, Eteri Tutberidse, nahm sie zum ersten Mal mit auf eine Eisbahn, als sie gerade einmal zwei Jahre alt war. Obwohl Davis zunächst Synchronschwimmen betreiben wollte, begann sie im Alter von sechs Jahren mit dem Eislauftraining, da dies ihre einzige Gelegenheit war, Zeit mit ihrer Mutter zu verbringen. Sie wurde zunächst von ihrer Mutter in Moskau trainiert, jedoch wechselte sie 2016 zum Eistanz, da Tutberidse sich Sorgen um ihre Sicherheit bei der Durchführung von Sprungelementen machte.
Ihren ersten Tanzpartner hatte die Russin in der Saison 2016/17 mit Denis Petschuschkin, wobei die Partnerschaft nur sechs Monate andauerte. Danach lief sie mit Fjodor Warlamow in der Saison 2017/18; beide traten nur bei nationalen Bewerben an, bevor sie sich ebenfalls trennten. Seit 2018 läuft Davis mit ihrem derzeitigen Partner Gleb Smolkin.
Nach Teilnahmen an Junioren-Wettbewerben debütierte Davis bei den Eiskunstlauf-Europameisterschaften 2022 in Tallinn, Estland. Das Paar belegte den siebten Gesamtrang. Im selben Jahr belegte sie bei den russischen Meisterschaften hinter dem Paar Alexandra Stepanowa und Iwan Bukin den zweiten Gesamtrang.
Am 20. Januar wurde sie mit Smolkin offiziell in das russische Team für die Olympischen Winterspiele 2022 berufen. Nach dem 14. Rang im Rhythmustanz und Platz 14 bei der Kür erreichten beide den 14. Gesamtrang im Eistanz-Wettbewerb.
Nach dem russischen Überfall auf die Ukraine waren Davis und Smolkin ab März 2022 von internationalen Wettbewerben ausgeschlossen. Im Juni 2023 wurde bekannt, dass Davis und Smolkin ab der Saison 2023/24 für Georgien starten werden.